# كاتدرائية بنغازي
كاتدرائية بنغازي هي الكاتدرائية الكاثوليكية بمدينة بنغازي، ليبيا. وتقع بوسط المدينة خلف فندق قصر الجزيرة التاريخي، ويقع أمامها ميدان عرف وقتها باسم «ميدان الكاتدرائية»، وفي العام 1962 أطلق على الميدان رسميا اسم «ميدان الجزائر»، وفي الثمانينيات أطلق عليه اسم «ميدان الوحدة العربية».
تم وضع حجر أساسها في 12 يناير 1929 لتفتتح رسمياً في ديسمبر 1939. تعتبر أكبر كاتدرائية مساحةً في شمال أفريقيا، وتتميز بقبتيها النحاسيتين إضافة إلى الصليبين الذين كانا على القبتين.
أثناء الحرب العالمية الثانية والقصف الشديد الذي تعرضت له المدينة تضررت الكاتدرائية حيث تم قصفها في أكتوبر 1940 من قبل سلاح الطيران الإنجليزي لكن تم ترميمها في فترة لاحقة لتظل تعمل حتى تم تحويلها في 1971 إلى مقر للاتحاد الاشتراكي العربي. شب بها حريق في العام 1976 لتغلق لاحقاً.

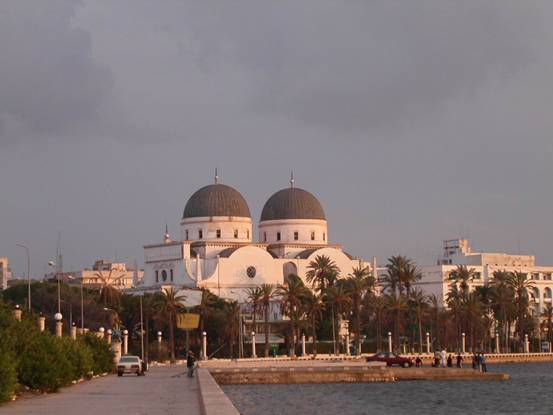